# Dragon Quest: Dai no daibōken
Dragon Quest: Dai no daibōken (jap. DRAGON QUEST ダイの大冒険 Doragon Kuesuto: Dai no daibōken) – Shōnen-manga autorstwa Riku Sanjō i zilustrowana przez Kōjiego Inadę, oparta na serii gier Dragon Quest. Wydawana w magazynie „Shūkan Shōnen Jump” w latach 1989-1996.
Manga zainspirowała dwie serie anime wyprodukowane przez Toei Animation. Pierwsza adaptacja była emitowana w latach 1991-1992. Na jej podstawie powstały również trzy filmy kinowe. Druga seria rozpoczęła się w październiku 2020 roku. Na podstawie serii powstały również trzy gry komputerowe oraz dwie mangi poboczne.

## Fabuła
Wiele lat temu, bohater znany jako Avan pokonał Króla Demonów Hadlara, uwalniając wszystkie potwory na świecie. Pewnego dnia na wyspę pełną potworów trafia osierocone dziecko. Magik o imieniu Brass decyduje się wychować dziecko, nadając mu imię Dai. Chłopiec przyjaźni się ze stworami z wyspy, przede wszystkim Złotym Slimem o imieniu Gome i marzy o zostaniu bohaterem. Pewnego razu wyspę odwiedza Księżniczka Leona. Widząc potencjał Daia, wysyła Avana i jego ucznia o imieniu Popp, aby trenował chłopca. Jednakże trening zostaje przerwany, gdyż Hadlar nagle powraca, silniejszy niż wcześniej. Dai i Popp wyruszają w przygodę. Po drodze znajdują kolejnych przeciwników i sprzymierzeńców, w tym kolejną uczennicę Avana o imieniu Maam. Trójka bohaterów musi dalej rosnąć w siłę i odkryć sekret tajemniczej mocy Daia, aby pokonać Hadlara i jego armię.

## Manga
Napisana przez Riku Sanjō i zilustrowana przez Kōjiego Inadę, oryginalna manga była wydawana w magazynie „Shūkan Shōnen Jump” od 23 października 1989 do 9 grudnia 1996. Została zebrana 37 tomach tankōbon. W latach 2003–2004 została ponownie wydana w formacie bunkobon. Od 2 października 2020 roku ukazuje się nowe, 25-tomowe wydanie mangi.
Od 19 września 2020 roku, w magazynie „V Jump”, wydawany jest ilustrowany przez Yūsaku Shibatę prequel, Dragon Quest: Dai no Daibouken - Yuusha Avan to Gokuen no Maou (jap. DRAGON QUEST ダイの大冒険 勇者アバンと獄炎の魔王), skupiający się na Avanie.
Od 1 października 2020 w magazynie „Saikyō Jump” ukazuje się spin-off Dragon Quest: Dai no Daibouken - Xross Blade, oparty na grze o tej samej nazwie. Autorem jest Yoshikazu Amami.

## Anime

### Pierwsza seria (1991-1992)
Wyprodukowana przez Toei Animation, oryginalna seria trwała 46 odcinków. Była emitowana na antenie TBS od 17 października 1991 roku do 24 września 1992. Serial zaadaptował tylko 10 tomów mangi. Na podstawie serii powstały trzy filmy kinowe – „Gurēto Adobenchā” (グレート アドベンチャー), „Aban no Shito” (アバンの使徒) i „Shinsei Roku Daishōgun” (新生６大将軍).

### Druga seria (2020-obecnie)
Podczas festiwalu Jump Festa 2020 zapowiedziano nowy serial anime na podstawie mangi, również wyprodukowany przez Toei Animation. Jest emitowany na antenie TV Tokyo od 3 października 2020 roku. Motyw początkowy to „Ikiru o Suru” w wykonaniu zespołu Macaroni Enpitsu. Grupa wykonała również pierwszy motyw końcowy – „mother”. Drugi motyw końcowy to „Akashi” wykonany przez XIIX.

## Gry komputerowe
Manga zainspirowała trzy gry komputerowe.
- Dragon Quest: Dai no Daibōken - Infinity Strash (インフィニティ ス DRAGON QUEST ンクエスト ダイの大冒険) – RPG akcji z planowaną premierą w 2021 roku[14].
- Dragon Quest: Dai no Daibōken - Xross Blade (DRAGON QUEST ダイの大冒険 XROSS BLADE) – gra karciana na automaty wydana 22 października 2020 roku[14].
- Dragon Quest: The Adventure of Dai: A Hero's Bonds - (Dragon Quest: Dai no Daibōken - Tamashi no Kizuna DRAGON QUEST ダイの大冒険 -魂の絆-)  – gra mobilna wydana globalnie 4 października 2021 roku[14][15].